# M’banza Kongo
M’banza Kongo (Alternativschreibungen M’Banza Congo, Mbanza Koongo, Mbanza Kôngo etc.) ist eine Stadt in Angola mit etwa 212.000 Einwohnern (Stand: 2019) und liegt im Nordwesten des Landes, unweit der Grenze zur Demokratischen Republik Kongo. Sie war die Hauptstadt des Kongoreiches und ihr Name bedeutet Königshof Kongo oder Kongo-Stadt. Die Altstadt von M’banza Kongo wurde im Juli 2017 als UNESCO-Welterbe anerkannt.

## Klima
M’banza Kongo hat ein tropisches Savannenklima (Köppen Aw), ähnlich wie in Kinshasa oder Pointe-Noire, gekennzeichnet durch eine ziemlich lange, aber nicht intensive Regenzeit von Oktober bis Mai und eine relativ kurze, aber fast regenlose Trockenzeit von Juni bis September, die durch den starken Einfluss des kalten Benguela-Stroms in dieser Zeit verursacht wird.
Die durchschnittlichen Jahrestemperatur beträgt etwa 23 °C. Der kälteste Monat ist der Juli mit einer durchschnittlichen Tiefsttemperatur von 16 °C und einer Höchsttemperatur von 25 °C. Die Niederschlagsmenge variiert je nach Jahreszeit. Von Februar bis April steigt die Niederschlagsmenge von 130 auf 255 mm, und es regnet an etwa 10 bis 11 Tagen pro Monat. Der Jahresniederschlag in der Region beträgt 1299 mm an 86 Tagen.
|                        | Jan  | Feb  | Mär  | Apr  | Mai  | Jun  | Jul  | Aug  | Sep  | Okt  | Nov  | Dez  |   |      |
| Mittl. Temperatur (°C) | 24,2 | 24,6 | 25,0 | 24,7 | 24,0 | 22,0 | 20,2 | 20,2 | 21,6 | 23,4 | 24,0 | 23,9 | ⌀ | 23,1 |
| Mittl. Tagesmax. (°C)  | 28,1 | 28,7 | 29,5 | 28,9 | 28,2 | 26,5 | 24,6 | 24,6 | 26,0 | 27,4 | 28,0 | 27,7 | ⌀ | 27,3 |
| Mittl. Tagesmin. (°C)  | 20,2 | 20,5 | 20,4 | 20,5 | 19,8 | 17,5 | 15,8 | 15,8 | 17,3 | 19,3 | 20,0 | 20,1 | ⌀ | 18,9 |
|                        |      |      |      |      |      |      |      |      |      |      |      |      |   |      |
| Niederschlag (mm)      | 139  | 130  | 175  | 255  | 156  | 2    | 0    | 4    | 8    | 80   | 167  | 183  | Σ | 1299 |
|                        |      |      |      |      |      |      |      |      |      |      |      |      |   |      |
| Regentage (d)          | 9    | 7    | 10   | 15   | 10   | 1    | 0    | 1    | 1    | 7    | 13   | 12   | Σ | 86   |

| 20,2 |

| 20,5 |

| 20,4 |

| 20,5 |

| 19,8 |

| 17,5 |

| 15,8 |

| 15,8 |

| 17,3 |

| 19,3 |

| 20,0 |

| 20,1 |

| 20,2 |

| 20,5 |

| 20,4 |

| 20,5 |

| 19,8 |

| 17,5 |

| 15,8 |

| 15,8 |

| 17,3 |

| 19,3 |

| 20,0 |

| 20,1 |

## Geschichte
M’banza Kongo war die Hauptstadt des Kongoreiches und ein wichtiges politisches und religiöses Zentrum. Das Königreich Kongo wurde laut traditionellen Berichten um 1390 von Lukeni lua Nimi gegründet und erstreckte sich über Teile des heutigen Angola, der Demokratischen Republik Kongo und Gabuns. Es war ein wichtiger Akteur im transatlantischen Sklavenhandel und hatte auch enge Beziehungen zu europäischen Mächten wie Portugal.
Im Jahr 1489 traf die erste portugiesische Gesandtschaft in der Stadt ein, was den Beginn der Beziehungen zwischen dem Königreich Kongo und Portugal markierte. Die ersten Steinstrukturen wurden unter König Afonso I. (1456–1543) mit Hilfe von portugiesischen Architekten und Steinmetzen erbaut. Paläste, Kirchen und aristokratische Häuser entstanden in dieser Zeit. Seit 1570 trug die Stadt den portugiesischen Ortsnamen „São Salvador do Congo“ oder (meistens) einfach São Salvador.

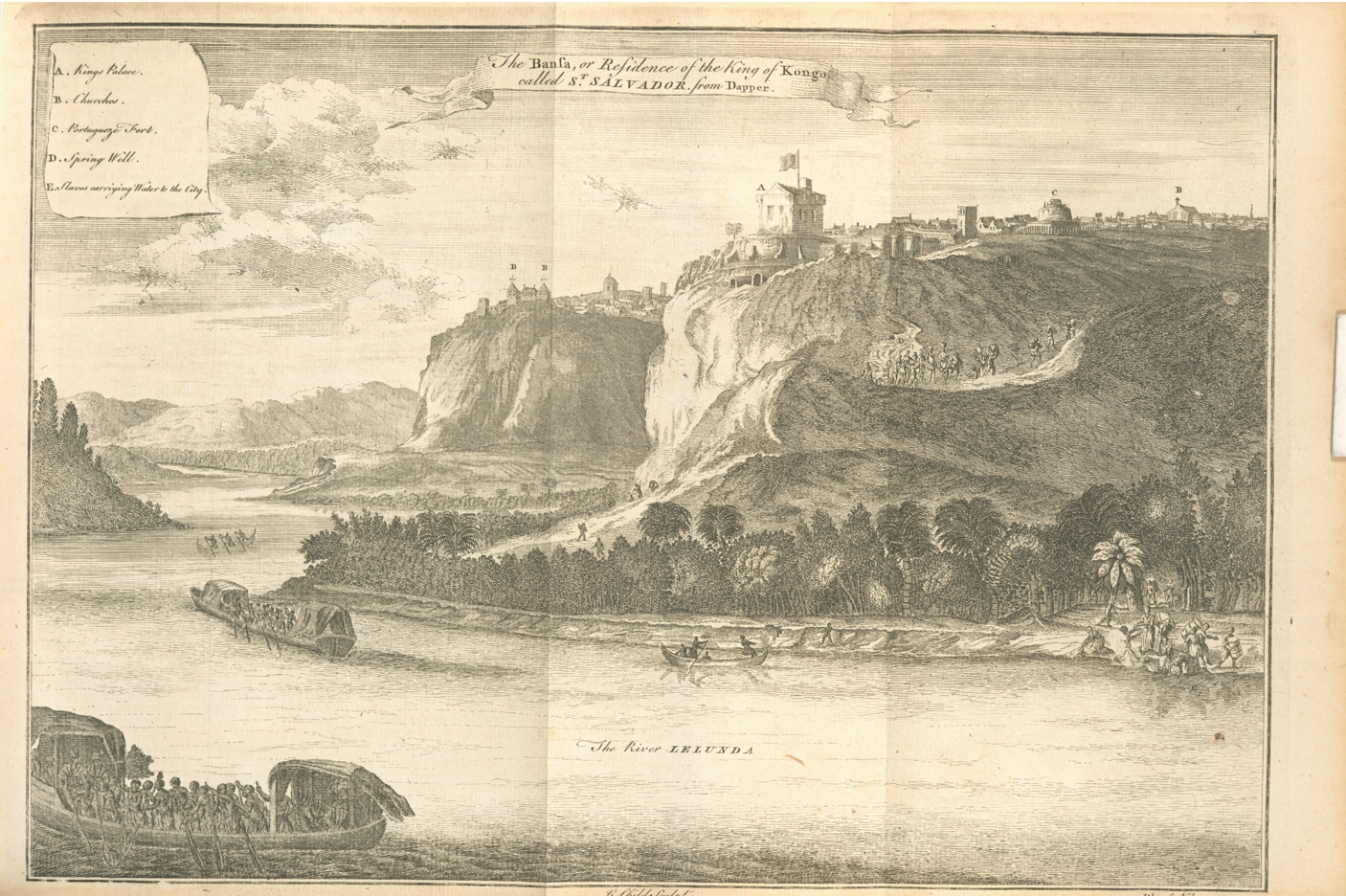
São Salvador im 17. Jahrhundert

Nach der Schlacht von Ambuila im Jahr 1665 und der daraus resultierenden Zerschlagung des Kongoreiches durch Portugal sowie den darauffolgenden Bürgerkriegen wurde M’banza Kongo 1678 aufgegeben, 1705 aber von der christlichen Prophetin Kimpa Vita und ihren Anhängern erneut besiedelt.
Ende des 19. Jahrhunderts wurde die halbverfallene Stadt nach westlichem Vorbild wieder aufgebaut. In dieser Zeit entstanden unter anderem eine neue Kathedrale und ein zweiter Königspalast.
Nach der Unabhängigkeit Angolas von Portugal 1975 wurde die Stadt wieder in M’banza Kongo umbenannt.

## Religion
M’banza Kongo wird von den meisten Kikongo-Sprechern als ihre spirituelle Hauptstadt angesehen. Die Stadt war ein wichtiger Ort für die Christianisierung der Region und ist bekannt für die Ruinen ihrer im 15. Jahrhundert erbauten Kathedrale des Heiligen Erlösers von Kongo, die manche Angolaner als die älteste Kirche Afrikas südlich der Sahara ansehen. Seit 1984 ist die Stadt Sitz des römisch-katholischen Bistums M’banza Kongo.

## Verwaltung
M’banza Kongo ist Hauptstadt der Provinz Zaire. Die Stadt ist zudem Sitz eines gleichnamigen Kreises (Município) mit einer Fläche von 7651 km² und etwa 212.000 Einwohnern (Schätzung 2019). Die Volkszählung 2014 ergab 180.329 Einwohner.
Sechs Gemeinden (Comunas) bilden den Kreis:
- Kalambata
- Kaluka (auch Caluca)
- Kiende
- Luvo (auch Luvu)
- Madimba
- M’banza Kongo (auch Mbanza Kongo)

## Kultur und Sehenswürdigkeiten

### UNESCO-Welterbe
Die Altstadt von M’banza Kongo wurde im Juli 2017 als UNESCO-Weltkulturerbe anerkannt. Die Anerkennung erfolgte aufgrund der historischen Bedeutung der Stadt als Hauptstadt des Königreichs Kongo und als wichtiger Ort des kulturellen Austauschs und der religiösen Praktiken in der Region:
- Kriterium (iii): Die archäologischen Überreste und Bauten von M’banza Kongo erinnern an die politische und symbolische Bedeutung des Königreichs und seine Rolle als Tor zum afrikanischen Kontinent für die Verbreitung des Christentums.
- Kriterium (iv): Das architektonische Ensemble zeigt die Veränderungen, die die Einführung des Christentums und die Ankunft der Portugiesen in der Region bewirkten. Diese Veränderungen betrafen nicht nur die Religion, sondern auch den Handel, die Bildung und den Kontakt zwischen Zentralafrika und Europa.

Das Welterbe umfasst Ruinen, archäologischen Ausgrabungen und die Überreste des Königspalastes Tadi dia Bukukua. Weiterhin gehören die katholische Mission, das Haus des Königssekretärs, das Grab von Dona Mpolo – der Mutter von Afonso I.  – sowie der Friedhof der Kongo-Könige (Cemitério dos Reis do Congo) dazu.
Die Ruinen der Kathedrale São Salvador do Congo („Kathedrale des Heiligen Erlösers von Kongo“), auch bekannt als Kulumbimbi, sind ein bedeutendes historisches Denkmal in M’banza Kongo. Die Kirche wurde um 1491 erbaut und im Jahr 1596 zur Kathedrale erhoben. Papst Johannes Paul II. besichtigte diese Stätte während seines Angola-Besuchs im Jahr 1992.
Das Gebiet der königlichen Residenz Lumbu ist möglicherweise vor 1660 entstanden. Bei Ausgrabungen wurden Gegenstände gefunden, die aus Venedig, Holland und Böhmen stammen. Der neue Königspalast in Lumbu wurde 1901 erbaut und 1980 renoviert und ist heute das Museum der Kongo-Könige. In der Nähe befindet sich der Bereich des heiligen Baumes (Yala Nkuwu), in dessen Schatten die Herrscher Recht sprachen. Im Lumbu tagt heute das Stammesgericht (Mbanzi a Nkanu), das zum immateriellen Erbe der kongolesischen Gemeinschaft gehört.
Die Erhaltung und der Schutz des Welterbes werden von den Zivilschutzbehörden überwacht, und ein städtebaulicher Regulierungsplan für das historische Zentrum ist in Vorbereitung.

### Festivals
In M’banza Kongo findet jährlich das FestiKongo statt, ein internationales Festival der Kultur und Geschichte. Es wurde 2019 ins Leben gerufen, um die Ernennung der Stadt zum UNESCO-Weltkulturerbe zu feiern. FestiKongo bringt Künstler, Schriftsteller, Tanzgruppen und Forscher aus den Ländern zusammen, die einst Teil des alten Königreichs Kongo waren, wie Kongo-Brazzaville, die Demokratische Republik Kongo, Gabun und Angola.
Das Festival bietet eine Vielzahl von Aktivitäten, darunter Buch- und Kunstmessen, kulturelle Ateliers, Ausstellungen, Aufführungen, Workshops und Modeschauen. Die erste Ausgabe von FestiKongo fand vom 5. bis 8. Juli 2019 statt. Der Eröffnungszeremonie ging ein Lembo voraus, ein traditionelles Ritual zu Ehren der beiden Kongo-Heldinnen Dona Mpolo und Kimpa Vita.

## Wirtschaft und Verkehr
M’banza Kongo ist heute ein Marktzentrum für landwirtschaftliche Produkte wie Mais, Erdnüsse, Mandeln, Sesam und Maniok, die in der Umgebung angebaut werden. Die Stadt ist auch ein wichtiges Zentrum für die Ölförderung geworden.
Der Flughafen M’banza Kongo (IATA: SSY, ICAO: FNBC) befindet sich nahezu im Zentrum der Stadt. Er wurde 2009 für eine Renovierung geschlossen und erst im August 2017 wieder für den kommerziellen Flugverkehr geöffnet, als Sonair Inlandsflüge einführte. Im Jahr 2023 wurde ein Modernisierungsprojekt im Wert von 12,5 Millionen Euro gestartet, das unter anderem die Verbesserung der Boden- und Luftsysteme, der Check-in-, Sicherheits-, Boarding- und Passagierinformationssysteme sowie der Telefon- und WLAN-Netzwerke umfasst. Das spanische Technologieunternehmen Indra ist für die Arbeiten an den Systemen des Flughafens verantwortlich.
M’banza Kongo ist über die Nationalstraße EN215 mit N’Zeto an der Westküste und über die EN120 mit der Hauptstadt Luanda verbunden. Es gibt auch eine Busverbindung nach Luanda, die von Macon betrieben wird. Die Busse verkehren dreimal täglich, und die Fahrt dauert etwa acht Stunden.

## Söhne und Töchter der Stadt
- Holden Roberto (1923–2007), Politiker und Befreiungskämpfer
- Waldemar Bastos (1954–2020), Sänger und Komponist